# Rozhledna Rumšiškės
Rozhledna Rumšiškės, litevsky Rumšiškių apžvalgos bokštas, je rozhledna v Litevském skanzenu (Lietuvos liaudies buities muziejus) u Kaunaské přehrady (Kauno marios) na pravém břehu řeky Nemunas (Němen) ve městě Rumšiškės v okrese Kaišiadorys, v Regionálním parku Kauno marios (Kauno marių regioninis parkas) v Kaunaském kraji v Litvě.

## Další informace
Rozhledna Rumšiškės je jednoduchá nezastřešená ocelová příhradové konstrukce výšky 15 m. Na vyhlídkovou plošinu vede schodiště. Vyhlídka je omezená díky okolním vysokým stromům a nabízí výhled především na Kaunaskou přehradu. Rozhledna je přístupná jen po zaplacení vstupného do Litevského skanzenu.

## Galerie

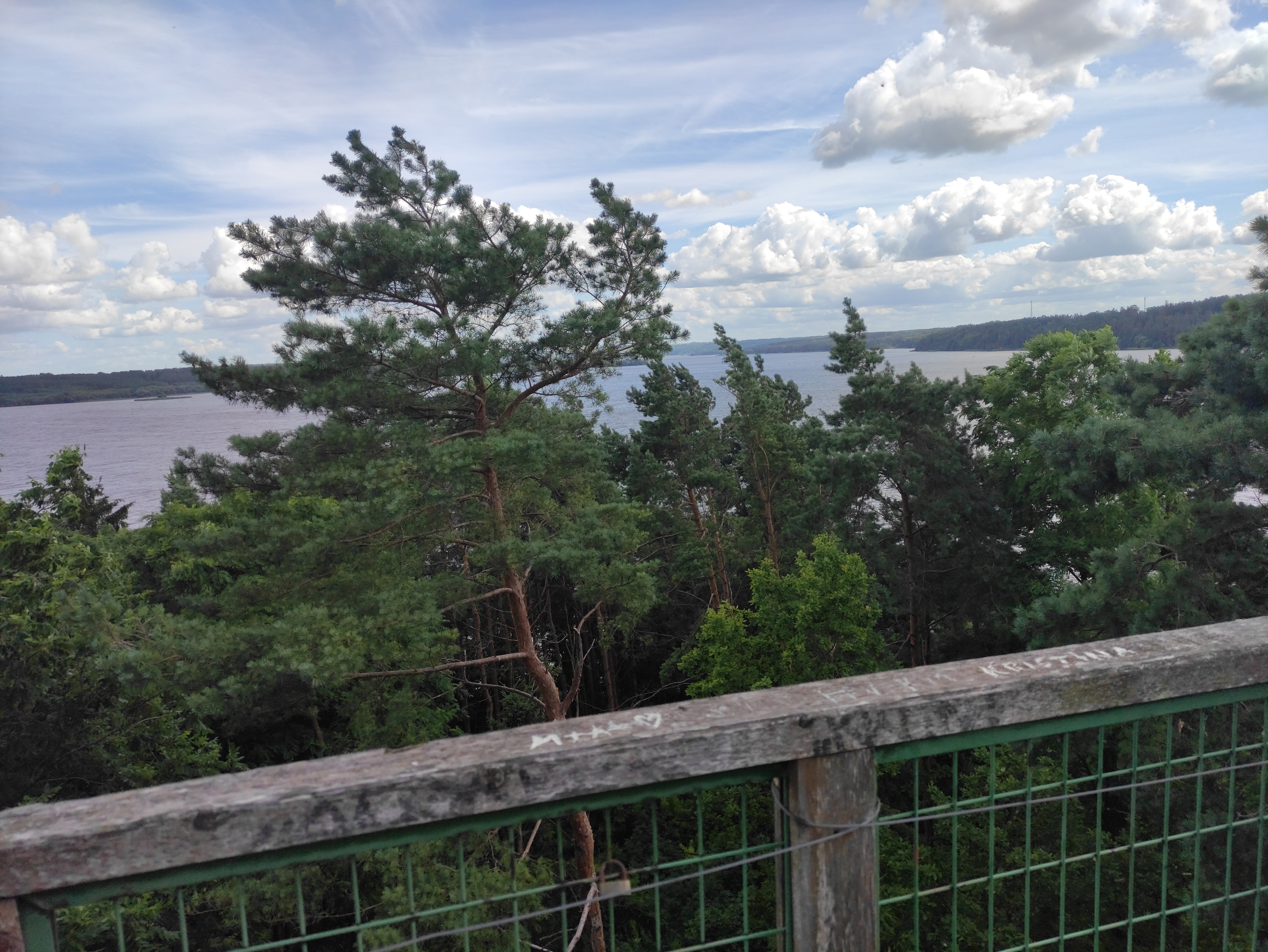
Vyhlídka na vodní hladinu